# Кусаинов, Даулетбек Каирбекович
Даулетбек Каирбекович Кусаинов (каз. Дәулетбек Қайырбекұлы Құсайынов; род. 17 мая 1977, Северо-Казахстанская область, Казахская ССР, СССР) — казахстанский дипломат, Чрезвычайный и Полномочный Посол Казахстана в Канаде (с 2023).

## Биография
В 1998 году окончил Кокшетауский университет им. Ш. Валиханова, в 2010 году — Евразийский гуманитарный институт, в 2016 году — магистратуру Стерлингского университета.
В 1998—1999 годах — преподаватель кафедры немецкого языка Кокшетауского университета им. Ш. Валиханова.
В 1999—2000 годах — консультант Национального центра устойчивого развития Министерства охраны окружающей среды Республики Казахстан.
В 2000—2004 годах — атташе, 3-й, 2-й секретарь Департамента многостороннего сотрудничества Министерства иностранных дел Республики Казахстан (МИД РК).
В 2004—2008 годах — третий секретарь посольства Республики Казахстан в Королевстве Бельгия.
В 2008—2009 годах — начальник управления Департамента торговых переговоров Министерства индустрии и торговли Республики Казахстан.
С 2009 по январь 2014 года — консультант, инспектор, заведующий сектором Центра внешней политики Администрации Президента Республики Казахстан.
С февраля 2014 по сентябрь 2014 года — заместитель заведующего Центром внешней политики Администрации Президента Республики Казахстан.
С сентября 2014 по март 2017 года — советник-посланник посольства Республики Казахстан в Соединённом Королевстве Великобритании и Северной Ирландии.
С марта 2017 по июль 2019 года — советник-посланник посольства Республики Казахстан в Соединённых Штатах Америки.
С октября 2019 по 4 июля 2023 года — заведующий Отделом внешней политики и международных связей Администрации Президента Республики Казахстан.
С 4 июля 2023 года — Чрезвычайный и Полномочный Посол Республики Казахстан в Канаде.